# Judicaël Cancoriet
Judicaël Cancoriet (25 aprile 1996) è un rugbista a 15 francese, che gioca come terza linea ala nel Clermont in Top 14.

## Biografia
Cancoriët iniziò a praticare il rugby nel AAS Sarcelles per poi trasferirsi, ancora nel periodo in cui militava nelle giovanili, nel Massy con cui esordì e giocò qualche partita nella stagione 2014-15 del Pro D2. Nel maggio 2015 fu annunciato ufficialmente il suo passaggio al Clermont dove, nella sua prima annata, disputò solo pochi minuti. La stagione 2016-2017 si impose come presenza fissa principalmente nel campionato francese che si aggiudicò a seguito della vittoria sul Tolone in una finale giocata da titolare.
Dopo aver fatto tutta la trafila delle selezioni giovanili, Cancoriët prese parte, nel 2015 e nel 2016 a due mondiali di categoria con la rappresentativa francese under-20. Nel novembre 2017, il commissario tecnico della Francia Guy Novès lo convocò per i tre test match contro Nuova Zelanda, Sudafrica e Giappone che giocò tutti a partire dal primo minuto.
Nel giugno 2017, fu chiamato nella squadra dei Barbarian francesi per il tour in Sudafrica che li vedeva impegnati in due incontri contro la selezione A del paese.

## Palmarès
- Campionati francesi: 1
Clermont: 2016-17
- Challenge Cup: 1
Clermont: 2018-19